# Little Turtle

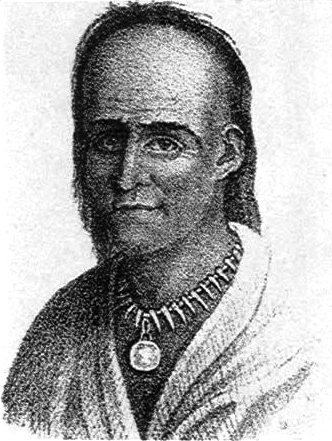
Diese Lithographie von Little Turtle basiert auf einem verlorengegangenen Porträt von Gilbert Stuart, zerstört 1814 beim Brand in Washington, D.C. durch die Briten.

Little Turtle (* 1752 am Eel River im Norden von Indiana; † 14. Juli 1812 in Fort Wayne, Indiana) war ein Häuptling der Miami-Indianer und gilt als einer der bedeutendsten Indianerhäuptlinge Nordamerikas.

## Leben
Little Turtle, so genannt nach seinem wirklichen Namen Michikinikwa bzw. Me-She-Kin-No-Qua, der übersetzt Kleine Schildkröte bedeutet, war einer der maßgeblichen Anführer einer Konföderation von Indianerstämmen, die den US-Generälen Josiah Harmar und Arthur St. Clair 1790 und 1791 schwere Niederlagen beibrachte. St. Clairs Verluste in der Schlacht am Wabash River, die am 4. November 1791 stattfand, waren die schwersten, die jemals eine US-Streitmacht im Kampf gegen Indianer hinnehmen musste.
Nach der Niederlage des indianischen Bündnisses gegen General Anthony Wayne in der Schlacht bei Fallen Timbers (1794) gab Little Turtle seinen Kampf gegen die Vereinigten Staaten auf.
Kampfmüde und korrumpiert, wurde Little Turtle ein willfähriges Werkzeug der Vereinigten Staaten und ihrer Agenten (William Wells) und begünstigte die Politik der Landverkäufe an die USA, was ihn auch in schweren Gegensatz zu den Traditionalisten unter Tecumseh brachte.

## Einzelnachweise

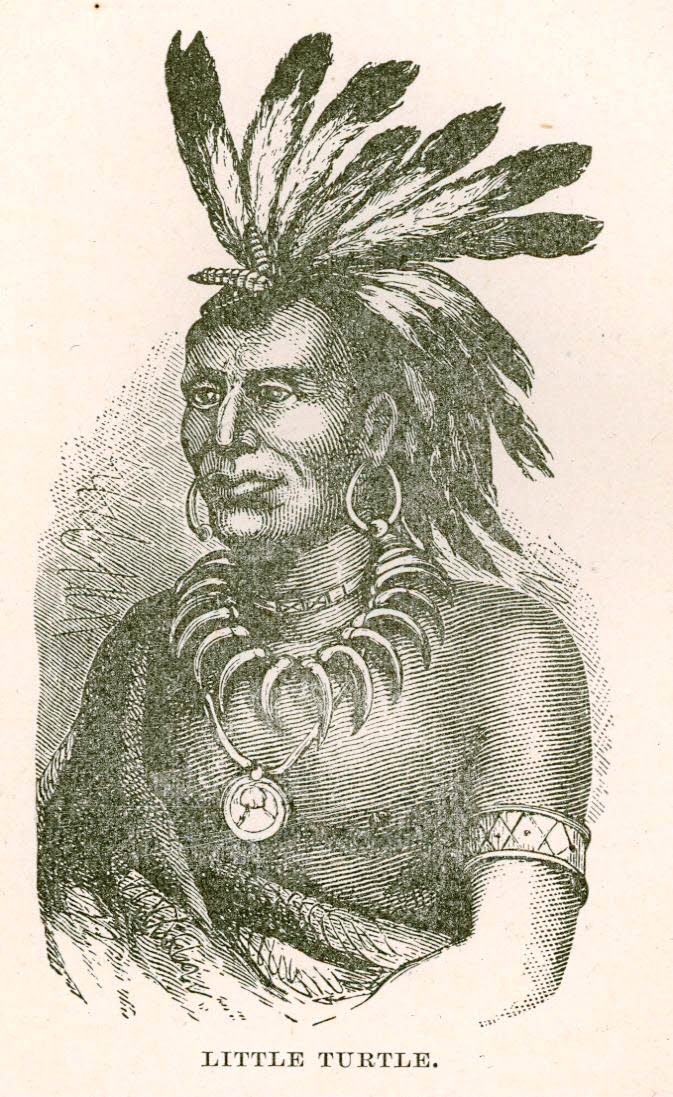
Chief Little Turtle